# Dachau
Cet article concerne la ville allemande de Dachau. Pour le camp de concentration nazi, voir Camp de concentration de Dachau.
Dachau (prononcé en allemand : [ˈdaxaʊ], prononcé en français : [ˈdaʃo]) est une ville d'Allemagne, chef-lieu de l'arrondissement de Dachau en Bavière, dans la banlieue de Munich. Située sur une colline au pied de laquelle coule la rivière Amper, la ville est devenue une zone résidentielle de 45 000 habitants dont beaucoup travaillent à Munich, qui n'est distante que de 20 kilomètres. Bien qu'elle ne soit qu'une ville secondaire, elle est mondialement connue pour le camp de concentration nazi qui se trouvait sur son territoire.

## Histoire
| Appartenances historiques Duché de Bavière 907–1255 Duché de Haute-Bavière 1255–1353 Duché de Bavière-Landshut 1353-1392 Duché de Bavière-Munich 1392-1467 Duché de Bavière-Dachau 1467-1501 Duché de Bavière-Munich 1501-1505 Duché de Bavière 1505–1623 Électorat de Bavière 1623–1806 Royaume de Bavière 1806–1918 République de Weimar 1918–1933 Reich allemand 1933–1945 Allemagne occupée 1945–1949 Allemagne 1949–présent |

La première mention de Dachau remonte à un document daté du 15 août 805. Durant le Moyen Âge, elle s'est développée principalement autour d'activités commerciales. La ville a été détruite par l'armée suédoise pendant la guerre de Trente Ans.
Avant la Première Guerre mondiale, la ville était renommée auprès des artistes peintres. Lovis Corinth, Carl Spitzweg ou encore Max Liebermann, s'y sont par exemple établis.  L'écrivain allemand Ludwig Thoma est natif de la ville.
Pendant la Première Guerre mondiale, elle accueille une usine de munitions.
Le 16 avril 1919, l’armée rouge de la république des conseils de Bavière, commandée par Ernst Toller, bat l’armée des corps francs, ce qui lui permet d’occuper la ville.

### Troisième Reich
Dès mars 1933, un camp de concentration y est établi, quelques jours seulement après que les pleins pouvoirs ont été accordés à Hitler. Y sont d'abord détenus les opposants politiques au nouveau régime.  C'est le premier grand camp de concentration créé par le régime nazi, qui rendra la ville tristement célèbre dès le début du Troisième Reich et encore plus après la fin de la Seconde Guerre mondiale.

## Monuments
La ville possède un centre historique avec un château du XVIIIe siècle.

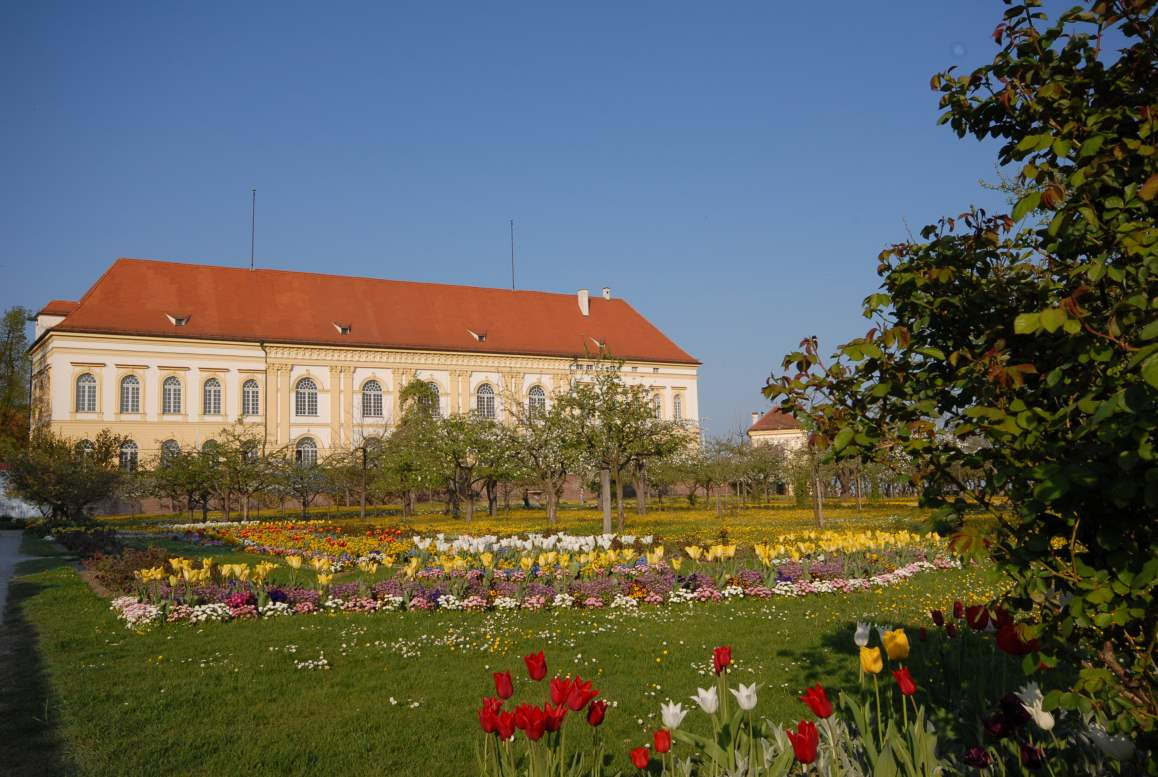
Château

## Jumelages
La ville de Dachau est jumelée avec :
| Ville | Ville       | Pays | Pays     | Période     |
| ----- | ----------- | ---- | -------- | ----------- |
|       | Bolzano     |      | Italie   |             |
|       | Fondi       |      | Italie   |             |
|       | Klagenfurt, |      | Autriche | depuis 1974 |
|       | Renkum      |      | Pays-Bas |             |
|       | Rosh HaAyin |      | Israël   |             |
|       | Tervuren    |      | Belgique |             |